# !!!
!!!（チック・チック・チック）は、アメリカ合衆国のロック・バンドである。

## 来歴

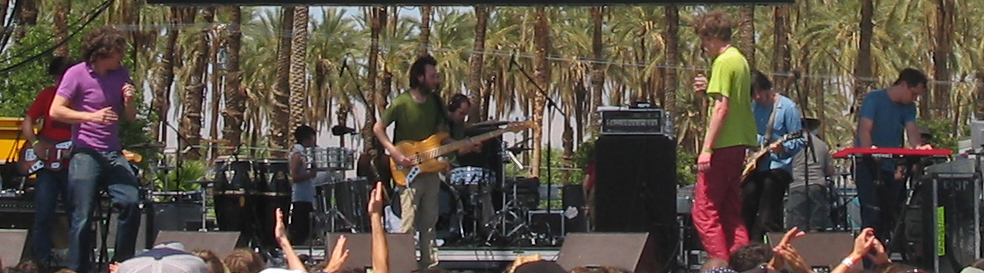
コーチェラ・フェスティバルで演奏するバンド（2004年）

1995年の夏にバンドを結成。2003年にはシングル「Me and Giuliani Down by the School Yard (A True Story)」がヒット。2004年、2007年のフジロックフェスティバルに出演している。2010年には同フェスの初日ホワイト・ステージのヘッド・ライナーを務めた。また2004年や2009年のエレクトラグライドに出演している。

## メンバー
- ニック・オファー (Nic Offer) - ボーカル
- マリオ・アンドレオーニ (Mario Andreoni) - ギター、パーカッション、ボーカル
- ダン・ゴーマン (Dan Gorman) - パーカッション、ギター
- ラファエル・コーエン (Rafael Cohen) - ベース、電子楽器
- ミーア・ペイス (Meah Pace) - ボーカル
- クリス・イーガン (Chris Egan) - ドラム

### 旧メンバー
- ジョン・ピュー (John Pugh) - ドラム、パーカッション、ボーカル
- ミケル・ギアス (Mikel Gius) - ドラム
- アラン・ウィルソン (Allan Wilson) - パーカッション、サックス、ドラム、キーボード
- タイラー・ポープ (Tyler Pope) - ギター、ボーカル
- ジェイソン・ラシーヌ (Jason Racine) - ドラム
- ジャスティン・ヴァン・ダー・ヴォルゲン (Justin Van Der Volgen) - ベース、ボーカル
- ジェリー・フックス (Jerry Fuchs) - ドラム
- シャノン・ファンチェス (Shannon Funchess) - ボーカル
- ポール・クアトローン (Paul Quattrone) - ドラム

## ディスコグラフィ

### アルバム
- 『チック・チック・チック』 - !!! (2000年)[1]
- 『ラウデン・アップ・ナウ』 - Louden Up Now (2004年)[2]
- 『ミス・テイクス』 - Myth Takes (2007年)[3]
- 『ストレンジ・ウェザー、イズント・イット?』 - Strange Weather, Isn't It? (2010年)[4]
- 『スリラー』 - Thr!!!er (2013年)[5]
- 『アズ・イフ』 - As If (2015年)[6]
- 『シェイク・ザ・シャダー』 - Shake The Shudder (2017年)
- 『ワロップ』 - Wallop (2019年)[7]
- 『レット・イット・ビー・ブルー』 - Let It Be Blue (2022年)

### EP
- GSL26/Lab Series Vol. 2 (1999年) ※スプリット with アウト・ハッド
- 『ライブ! ライブ! ライブ!』 - Live Live Live (2004年) ※日本限定盤
- Take Ecstasy with Me/Get Up (2005年)
- Yadnus (2007年)
- Jamie, My Intentions Are Bass E.P. (2010年)
- MEGAMiiiX Vol.1: Shake Shake Shake (2018年)
- Certified Heavy Kats (2020年)[8]

### シングル
- "The Dis-Ease/The Funky Branca" (1998年)
- "Me and Giuliani Down by the School Yard (A True Story)" (2003年)
- "Pardon My Freedom" (2004年)
- "Hello? Is This Thing On?" (2004年)
- "Me and Giuliani Down by the School Yard (A Remix)" (2004年)
- "Take Ecstasy With Me/Get Down" (2005年)
- "Heart of Hearts" (2007年)
- "Must Be the Moon" (2007年)
- "AM/FM" (2010年)
- "Slyd" (2013年)
- "One Girl / One Boy" (2013年)
- "All U Writers" (2015年)
- "Freedom '15" / "Sick Ass Moon" (2015年)
- "Bam City" / "Ooo" (2015年)
- "I Feel So Free" (Lost Souls of Saturn Remix) (2016年)
- "The One 2" (2017年)
- "Dancing Is the Best Revenge" (2017年)
- "Serbia Drums" (2019年)
- "I'm Sick of This/So We Can F*ck" (2020年)
- "Do the Dial Tone" (2020年)
- "Walk It Off" (2020年)

## 日本公演
- 2004年
  - 7月30日 LIQUIDROOM
  - 8月1日 フジロックフェスティバル
  - 11月26・27日 エレクトラグライド
- 2007年
  - 3月2日 Shibuya O-EAST
  - 3月3日 心斎橋CLUB QUATTRO
  - 3月5日 名古屋CLUB QUATTRO
  - 7月28日 フジロックフェスティバル
- 2009年
  - 11月20日 エレクトラグライド（WARP20）
- 2010年
  - 7月30日 フジロックフェスティバル
  - 10月14日 大阪BIG CAT
  - 10月15日 Shibuya O-EAST
- 2013年
  - 7月4日 東京 代官山UNIT
  - 7月5日 東京 代官山UNIT
  - 11月29日 千葉 幕張メッセ - エレクトラグライド
- 2015年
  - 10月8日 大阪 FANJ TWICE
  - 10月9日 東京 恵比寿 LIQUIDROOM
  - 10月10日 静岡 - 朝霧JAM
- 2017年
  - 8月18日 千葉 幕張メッセ - Sonic Mania
- 2019年
  - 10月30日 京都 METRO
  - 10月31日 大阪 LIVE HOUSE ANIMA
  - 11月1日 東京 O-EAST